# Josh Jones
Joshua Jones (Richmond, Texas, 22 de junio de 1997) más conocido como Josh Jones, es un jugador profesional estadounidense de fútbol americano que se desempeña en la posición de offensive tackle en Houston Texans, equipo de la National Football League (NFL).

## Carrera
Fue seleccionado en la tercera ronda en la Reunión Anual de Selección de Jugadores de la NFL de 2020. Hizo su debut profesional con el equipo Arizona Cardinals, en el cual jugó cuatro temporadas (2020-2023), luego pasó a Houston Texans, donde lleva jugando una temporada.